# Nanaia Mahuta
Nanaia Cybele Mahuta (sinh ngày 21 tháng 8 năm 1970) là một chính trị gia người New Zealand, là Nghị sĩ Quốc hội (MP) của Hauraki-Waikato và giữ chức Bộ trưởng Bộ Ngoại giao trong Chính phủ Công đảng thứ sáu từ năm 2020. Bà cũng là Bộ trưởng Chính quyền địa phương, và từng là Bộ trưởng Bộ Phát triển Maori từ năm 2017 đến năm 2020.
Mahuta trước đây là bộ trưởng nội các trong Chính phủ Công đảng thứ năm, sau đó là Bộ trưởng Bộ Hải quan, Bộ trưởng Chính quyền địa phương, Bộ trưởng Bộ Phát triển Thanh niên, Bộ trưởng Bộ Môi trường và Bộ trưởng Bộ Du lịch. Năm 2018, bà được xếp vào danh sách 100 Phụ nữ của BBC.

## Tiểu sử
Mahuta sinh ra tại Auckland vào năm 1970 với Eliza Raiha Edmonds, và (sau này là Ngài) Robert Te Kotahitanga Mahuta. Bà theo học tại trường Kura Kaupapa Rakaumanga ở Huntly và sau đó là học sinh nội trú tại Trường nữ sinh giáo phận Waikato. Sau đó, cô theo học ngành nhân học xã hội và phát triển kinh doanh người Maori tại Đại học Auckland, tốt nghiệp Thạc sĩ.